# Pay It in Metal/Pain Killer
Pay It in Metal – auch unter dem Namen Pain Killer veröffentlicht – ist das dritte Studioalbum der schweizerischen Hard-Rock-Band Krokus. Es enthält die Singleauskoppelung „Susie“.

## Hintergrund
Das Album Pay It in Metal bzw. Pain Killer, das in vier verschiedenen Cover-Artworks erhältlich ist, erschien wiederum nur ein Jahr nach dem Vorgänger To You All. Die Besetzung der Band blieb unverändert und bestand aus dem Frontmann Chris von Rohr, den Gitarristen Tommy Kiefer und Fernando von Arb sowie der Rhythmusfraktion Jürg Naegeli am Bass und Freddy Steady am Schlagzeug. In nur sechs Tagen wurde das komplette Album in den Manor Studios in Oxford eingespielt. Inzwischen nahm die Musik mehr und mehr die Züge der nachfolgenden Alben an. Es wurde ein geradliniger, wenig verspielter Hard Rock dargeboten. Immer mehr kristallisierte sich auch das Songwriter-Duo von Arb/von Rohr heraus. Tommy Kiefer, der beim Vorgänger noch für mehr als die Hälfte der Songs mitverantwortlich zeichnete, wirkte nur bei dem Titel „Deadline“ als Songwriter mit. Nicht zuletzt wegen der Single „Susie“ und den Videos zu „Bye Bye Baby“ und „Rock Me, Rock You“ wurde das Album zu einem noch größeren Erfolg als To You All. Der Lohn waren Auftritte im Vorprogramm von Mother’s Finest und den Scorpions. Pay It in Metal bzw. Pain Killer ist das letzte Album mit Jürg Naegeli am Bass und Chris von Rohr am Mikro – letzterer gab schon auf Tour das Mikro an den neuen Sänger Henry Fries ab und wechselte an den Bass. Dafür kümmerte sich Jürg Naegeli von nun an um den Sound der Band. Doch Fries sollte der Band nicht lange treu bleiben: Noch vor den Aufnahmen zum Nachfolger Metal Rendez-Vous stieg er wieder aus. Im Nachhinein ein echter Glücksfall für Krokus, denn dafür konnte letztlich nach hartnäckigen Anwerbungsversuchen durch Chris von Rohr der maltesische Frontmann Marc Storace gewonnen werden. Wie auch das Debütalbum Krokus ist Pay It in Metal bzw. Pain Killer bis heute nicht als CD erhältlich. Nach Angaben von Chris von Rohr wurde das Album nicht – wie auf den Tonträgern abgedruckt – von Harry Sprenger, dem damaligen Manager der Band, produziert, sondern von Fernando von Arb und Chris von Rohr persönlich.

## Titelliste
1. Killer (3:34) (Fernando von Arb/Chris von Rohr)
2. Werewolf (3:19) (Freddy Steady/von Arb/von Rohr)
3. Rock Ladies (3:01) (von Arb/von Rohr)
4. Bad Love (4:53) (von Arb/von Rohr)
5. Get Out of My Mind (3:40) (von Arb/von Rohr)
6. Rock Me, Rock You (3:20) (von Arb/von Rohr)
7. Deadline (2:01) (Tommy Kiefer/von Rohr)
8. Susie (3:02) (von Arb/von Rohr)
9. Pay It (3:01) (von Arb/von Rohr)
10. Bye Bye Baby (4:16) (von Arb/von Rohr)

## Besetzung
Gesang, Percussion: Chris von Rohr
Leadgitarre: Tommy Kiefer
Rhythmusgitarre, Bass: Fernando von Arb
Bass, Keyboard: Jürg Naegeli
Schlagzeug: Freddy Steady